# Via Cassia
La Via Cassia fut une importante voie romaine qui joignait tout d'abord Rome à l'Étrurie et à Florence avant d'être prolongée jusqu'à la Via Aurelia en passant par Lucques. Construite à partir du IIIe ou IIe siècle av. J.-C., elle démarre près du pont Milvius dans le voisinage immédiat de Rome et passe non loin de Véies, atteint d'abord Clusium (Chiusi), puis continue jusqu'à Cortone, Arezzo et Fiesole et, par la suite, vers la côte tyrrhénienne en passant par Pistoie et Lucques d'où émergent plusieurs chemins jusqu'à Luna, où elle rejoint la Via Aemilia Scauri. Son parcours est composé de nombreuses variantes qui se sont imbriquées au cours des siècles, dont celles des Apennins vers la Gaule cisalpine avec les tronçons Fiesole-Bologne (extension de la Cassia vetus datant de 187 av. J.-C.), Lucques-Modène (via Bibulca, crée en 175 av. J.-C. pour relier la via Aurelia et la via Clodia Nova à Modène) et Pistoie-Modène. 
Au Moyen Âge, son dernier tronçon vers Rome fait partie de la Via Francigena. Son itinéraire n'est désormais tracé que sur le tronçon entre Rome et Bolsena par la route nationale 2 (SR2) qui relie la capitale à Florence en passant notamment à Sienne par le sud depuis Acquapendente, en traversant le Val d'Orcia.

## Histoire
La route est en partie construite en reliant divers chemins étrusques préexistants, dont la Via Veientana, déjà aménagés et pavés, et auxquels de nouveaux tronçons et ouvrages hydrauliques sont ajoutés traverser les rivières et ruisseaux,. La construction de la route consulaire aurait pu commencer après les victoires des Romains contre les Étrusques lors de la bataille de Rusellae en 301 av. J.-C. et la bataille de Sentinum en 295 av. J.-C., pour contrôler l'Étrurie intérieure avec un itinéraire intermédiaire entre la Via Aurelia (le long de la côte tyrrhénienne) et la Via Flaminia (en Ombrie vers la mer Adriatique).
Le curateur ou consul de la gens Cassii, dont la route tire son nom (peut-être celui qui s'est occupé de son arrangement final), pourrait être Caius Cassio Longinus (consul en -171), Quinto Cassio Longino (consul en 164 av. J.-C.), Lucius Cassius Longinus Ravilla (consul en 127 av. J.-C.), Caius Cassius Longinus (consul en 124 av. J.-C. ), Caius Cassio Longinus (consul en -96) ou un autre magistrat de cette gens.

## Parcours historique

### Cassia vetus

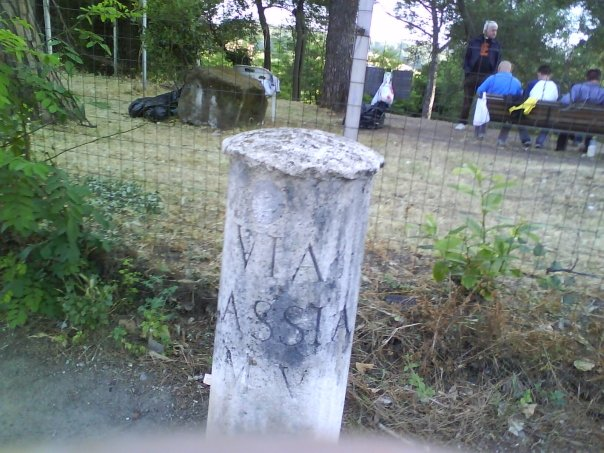
Jalon de la Via Cassia à Rome.

La Cassia vetus (c'est-à-dire la route la plus ancienne datant du IIIe ou IIe siècle av. J.-C.) part de Rome mais, non pas comme toutes les voies consulaires du miliarium aureum situé dans le forum romain, mais du pont Milvius, dans la partie nord de la ville sur la rive droite du Tibre, qui sépare Rome de l'Étrurie (le territoire entre l'Arno et le Tibre), marquant les kilomètres parcourus en Étrurie.
Immédiatement après le pont Milvius, les deux routes consulaires, Cassia et Flaminia, se séparent, la première se dirigeant vers la gauche et la seconde vers la droite. Au début de la Via Cassia, au sixième mille, dans la partie actuellement incorporée à la ville, se trouve le tombeau dit (à l'époque médiévale) de Néron, qui donne également son nom à cette zone, bien que le sarcophage placé au bord de la route (juste avant le sixième mille) contienne en réalité les restes de Publio Vibio Mariano, un officiel impérial originaire de Tortone, et de son épouse Regina Maxima. Le mansio ad sextum, mentionné dans la Table de Peutinger, se trouve aussi dans cette zone. Au septième mille, la Via Cassia traverse l'aqueduc capturant les eaux du lac de Bracciano. Dans les premiers milles, son parcours coïncide avec celui de la Via Clodia, dont elle se sépare près de l'actuelle localité de La Storta, au neuvième mille. Après un mansio situé au dixième mille,  la Via Clodia Braccianese bifurque sur la gauche et rejoint la Via Aurelia. Après Véies, entre les bornes 18 et 19, se trouve le Mansio ad Vacanas, où la Via Amerina (IIIe siècle av. J.-C.) qui relie Rome à Clusium par Orte, Amelia, Todi et Perusia, commence à droite, à un carrefour de la Via Cassia. Au IIIe siècle av. J.-C., Clusium est le point culminant, à la fois de la Via Cassia et de la Via Amerina qui possède un diverticule qui, de Pérouse se jette dans la Via Flaminia, de sorte que certains savants identifient l'Amerina avec la route (probablement militaire) qui de Rome rejoint la Via Flaminia après Perusia (Pérouse). Le premier itinéraire originel de la Via Amerina, de Rome à Clusium en passant par Pérouse, est mis en évidence dans la Table de Peutinger.
La Cassia consulaire traverse ensuite Sutri et le Forum Cassi, près de l'actuelle Vetralla, peut-être à l'intérieur de la Selva Cimina. En continuant en Étrurie (ou Tuscie), elle traverse l'Aquae Passaris, la zone thermale à l'ouest de l'actuelle Viterbe (alors que ce n'est qu'au Moyen Âge, à la suite de son essor politique, que la route passe à l'intérieur de la cité), puis se dirige vers Mons Flascun (c'est ainsi que Montefiascone est appelée dans les Annales Stadenses, l'itinéraire parcouru par l'abbé Albert de Stade entre 1230-1240), pour atteindre ensuite Velzna.
Après ce mansio, la route (pavée) atteint Urbs vetus, l'ancienne dodécapole étrusque de Velzna, probablement le siège du Fanum Voltumnae, dont la falaise surplombe, alors comme aujourd'hui, la rivière Clanis (aujourd'hui nommée Chiani), rivière sacrée selon le bronze étrusque du dieu du fleuve Klanins trouvé à Quarata di Arezzo, qui coulait de la colline de Clanis à l'ouest d'Arezzo, un affluent du Tibre qui rejoint ensuite le cours de la rivière Paglia près de Ciconia di Orvieto (lieu mentionné dans le catacombe de Santa Mustiola à Clusium), à ne pas confondre avec le « Clanis » au sud de Rome (entre Caserte et Naples), qui, tari depuis longtemps, est également considéré comme sacré.
D'Urbs vetus, la Cassia vetus descend dans le fond de la vallée d'Orvieto, où coule la rivière Paglia, traversant cette rivière par un pont qui, selon William Harris, est situé à Colonnacce, en direction de Ciconia (à l'est d'Orvieto), à moins qu'il ne coïncide avec le Pons Iulianus, au nord-ouest d'Orvieto, qui peut être atteint par Sferracavallo. Ce pont s'appelait Pons Iulianus car il était dédié à l'empereur Jovien qui le fit construire ou restaurer entre 363 et 364. Il a ensuite été rebaptisé « Ponte Giulio » après sa restauration par le pape Jules II en 1506. Ses ruines majestueuses sont visibles au nord d'Orvieto. Il n'est pas exclu qu'il y ait eu plus d'ouvrages hydrauliques près d'Orvieto pour permettre le franchissement de la Paglia.
La Table de Peutinger mentionne à propos du pont sur la Paglia, que le mansio ad Paliam fluminem y est visible, probablement en raison d'une variante de la Via Cassia appelée Via Traiana Nova, datant de 108, qui relie Velzna à Clusium en évitant Orvieto. Ce mansio le long de la variante pourrait se trouver près du pont en ruine sur la Paglia au-dessous de Monterubiaglio, d'origine étrusque mais consolidé par la République romaine. On ne sait pas si ce pont était également traversé par la Cassia vetus ou l'une de ses variantes.
Après avoir traversé la Paglia, la Cassia vetus atteint les fines Clusinorum par un itinéraire coïncidant à peu près avec l'actuelle A-1 (Autostrada del sole). Quelques milles après les fines de Clusinorum (situées dans la ligne de partage des eaux entre la région de Clusina et la région d'Orvieto, coupant les territoires municipaux actuels de Fabro et Ficulle), la Cassia vetus courre le long de la rive droite (côté ouest) de la rivière Clanis, longitudinalement dans le fond de la vallée, au-dessus du lit, en remontant vers le nord et vers Clusium.
À la hauteur de Clusium, elle se détache du fond de la vallée pour se diriger vers la falaise de la civitas clusina, à travers l'actuelle Via Cassia-Aurelia (le long de laquelle se trouve la catacombe de sainte Catherine d'Alexandrie, avec des sépultures païennes et chrétiennes), qui relie la Cassia vetus et l'Étrurie interne à la Via Aurelia.
Il ressort de la Table de Peutinger que Chiusi est aussi le point d'arrivée d'une autre voie consulaire qui, partant de Rome, rejoint Pérouse puis Clusium. Ce centre étrusque est relié à Rome aussi par voie fluviale à travers le Clanis, qui est navigable, et le Tibre.
De Clusium partent des sentiers étrusques qui relient l'ancienne cité étrusque (qui à l'époque hellénistique connait une certaine splendeur) avec les autres civitates d'Étrurie.

### Première prolongation

#### Tronçon Chiusi-Arezzo (187 av. J.-C.)
La République romaine étend la voie consulaire depuis Chiusi jusqu'à Cortone et Arezzo, prolongeant ainsi un itinéraire étrusque préexistant. Ce nouvel itinéraire, après avoir grimpé dans le cœur vallonné de la cité étrusque de Clevsin (en étrusque) ou de Clusium (capitale stratégique et Statio le long de la voie consulaire), descend de la falaise de Clusium vers le nord-ouest, entrant dans la zone habitée actuelle de Giovancorso par la SP 326, après avoir quitté la SP 146 (Via Cassia Aurelia) à un croisement qui existe toujours (juste avant ce croisement, le long de la SP 146, à droite il y a un chemin étrusco-romain qui va en direction du lac de Chiusi, à travers un itinéraire bordé par de nombreux tombeaux étrusques, qui aujourd'hui peuvent être partiellement visités comme la tomba della Scimmia, la tomba del Leone, la tomba delle Pellegrian, pour rejoindre la Cassia vetus).
Après moins d'un kilomètre, la Via Cassia quitte l'itinéraire de l'actuelle SP 326 pour tourner à droite vers Montevenere ù se trouve un temple dédié à Vénus, et Colle San Paolo, dans un parcours à mi-pente et presque à la même altitude ; puis, après Dolciano, près de Poggio Gaiella, elle redescend dans la vallée du Clanis, traversant cette rivière par le pont étrusco-romain de Poggio Falcone (aujourd'hui recouvert par des sédiments de rempli), pour atteindre Petrignano del Lago (où le mansio Ad statuas, indiqué dans l'itineraire d'Antonin était probablement localisé), puis Centoia (grâce à la Via ou Strada della Stella) et, à travers un court tronçon de l'actuelle Strada Lauretana, Cortone. De là, la Via Cassia rejoint Arretium (Arezzo) par l'actuelle route régionale (anciennement Statale) 71 qui, entre Cortone (Colonna del Sodo) et Arezzo, suit à peu près le tracé de la Cassia vetus, à quelques légères variations près.

#### Tronçon Arezzo-Bologne (187 av. J.-C.)

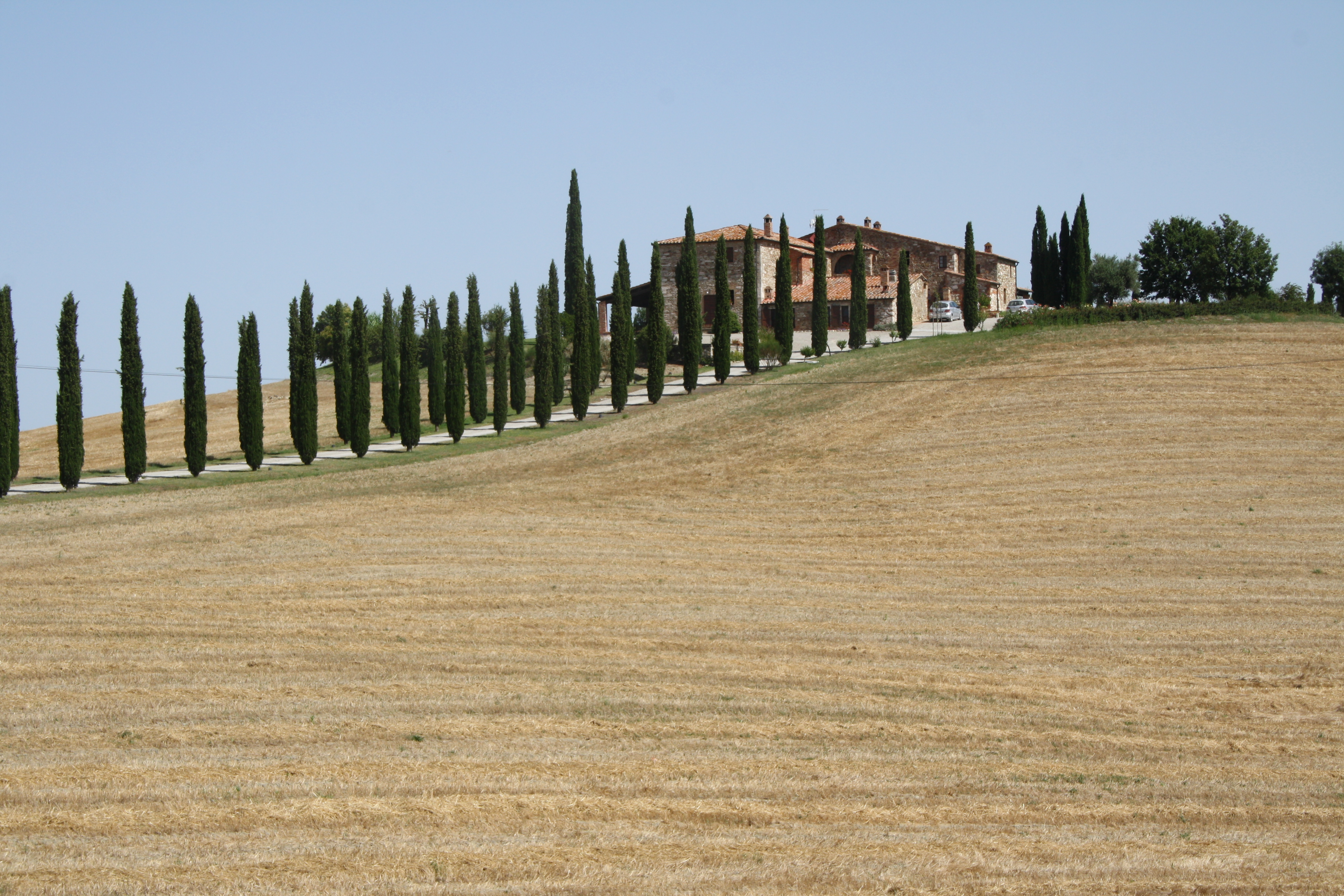
Vue de la Via Cassia.

En 187 av. J.-C., la Cassia vetus se poursuit jusqu'à Faesulae (Fiesole) en passant par la Strada dei Setteponti, beau chemin curviligne et vallonné à la même altitude, avec très peu de montées et de descentes, construit par les Étrusques, et de là jusqu'à Bologne pour des raisons militaires. À cet égard, Tite-Live rapporte qu'en 187 av. J.-C., le consul Flaminio, après les succès militaires obtenus contre les Ligures (dont les Ligures Apuanes qui avaient fait des raids dans les terres pisanes et bolonaises), accorda la paix aux autres Ligures voisins et, afin de ne pas garder les soldats inactifs, construisit la route qui va de Bononia (Bologne) à Arretium (Arezzo), en passant par l'étrusque Faesulae. Ainsi, l'extension de la Cassia vetus de Clusium vers les civitates étrusques de Cortone et d'Arretium, de fondation étrusque, avait probablement déjà été réalisée. Cicéron (Ier siècle av. J.-C.) rapporte qu'Etruriam discrimine la Cassia (la Cassia divise l'Étrurie en deux) ; on sait aussi qu'à l'époque de la fondation de Florentia, elle permettait depuis plusieurs années déjà des déplacements facile entre Rome et l'Étrurie septentrionale, où se trouvaient les cols des Apennins, également traversés par la dite Piccola Cassia. Il précise que pour atteindre Mutina (Modène, en Gaule Cisalpine, qui est sous la dominance des Romains à partir de 200 av. J.-C.), il y a trois routes, à savoir la Flamina, l'Aurelia et la Cassia. Cicéron aurait donc pu mentionner implicitement la section Arezzo-Bologne de 187 av. J.-C. ou une autre variante des Apennins de la Via Cassia, comme peut-être (aussi) la Piccola Cassia.
Certains chercheurs désignent le tronçon Arezzo-Bologne de 187 av. J.-C. de la via Cassia par l'expression « Via Flaminia (mineure ou militaire) » telle qu'elle a été construite par Caius Flaminius (consul en 187 av. J.-C.). A cet égard, étant donné que les postes consulaires romains portent le nom de celui qui a supervisé leur arrangement définitif (en l'occurrence un magistrat de la gens Cassii) et que la Table de Peutinger représente les seules routes commerciales et non militaires, il est plus approprié de parler de « Via Cassia miliatare » pour la section Fiesole-Bologne (branche de la Cassia vetus), non présente dans la Table de Peutinger, construite lorsque Florence, fondée au Ier siècle av. J.-C., est devenue la ville la plus importante du nord de l'Étrurie, contrairement à la section, tant commerciale que militaire, Chiusi-Florence (Cassia Adrianea de 123) qui y est représentée reliée à Arezzo par la Cassia vetus. Cicéron (Philippicae, XII, 9) explique clairement au Ier siècle av. J.-C., que pour atteindre Modène, on peut emprunter la Via Aurelia (traversant les Apennins au nord-est de Pise, en empruntant la Via Bibulca qui part de Lucques), ou la Via Flaminia, atteignant la mer et de là Rimini, en empruntant la Via Aemilia, ou la Via Cassia (médiane) à travers les cols des Apennins, en particulier la section Arezzo-Bologne qui est, en effet, une extension de la Cassia vetus.

### Deuxième prolongation

#### Tronçon Fiesole-Lucques jusqu'à l'intersection avec la via Clodia Nova qui mène à Luna
L'itinéraire est encore prolongé : la nouvelle section, de Faesulae, atteint Pistorium (Pistoie), près de laquelle, en direction du nord, se détache l'embranchement appelé Piccola Cassia, vers Modène, puis Luca ( Lucques) par l'itinéraire de l'actuelle SR 483 Lucchese ; de là, la route continue le long de la Via Clodia Nova, en passant par la vallée du Serchio et la région vallonnée de la Garfagnana, pour finalement atteindre Luna, une colonie romaine. Ce long itinéraire permet de contourner la zone côtière marécageuse.
Le long de cette nouvelle route, près de Fiesole, le long de l'Arno, Florentia ( Florence) est fondée au Ier siècle av. J.-C..

#### Section Lucca-Campus(Pietrasanta) et nouveau sentier côtier jusqu'à Luna
Après la remise en état de la zone côtière, une autre route est créée pour relier plus rapidement Luca à Luna. Un nouveau carrefour est construit à Luca qui, dès le Ier siècle av. J.-C., permet de suivre le nouvel itinéraire de la Via Cassia qui traverse le Monte Magno pour atteindre Campus Maior (Camaiore) et, par conséquent, le campus où Pietrasanta sera édifiée par les Lucquois au XIIIe siècle sur le modèle du camp romain. Elle a comme Decumanous, l'extension de la Via Cassia venant de Luca, et comme Cardo, la future extension de la Via Aurelia, venant de Pise. À partir de ce campus, le nouvel itinéraire continue jusqu'à Taberna Frigida (Massa), revenant à l'itinéraire d'origine. Cette nouvelle route permet des déplacements rapides le long de la côte et, par conséquent, d'atteindre rapidement Massa, Luna et la via Aemila Scauri.
Pise, déjà reliée à Luca pour contourner le marais, a été immédiatement rattachée au nouveau tronçon côtier. Avec ce nouvel itinéraire, la section Rome-Pise de la Via Aurelia est également bien reliée à Massa et Luna, évitant les chemins sinueux.
L'ensemble du parcours de la Via Cassia, visant avant tout à traverser de nombreuses cités étrusco-romaines, confirmerait l'hypothèse qu'elle est conçue comme une route consulaire destinée au mouvement des troupes romaines vers le nord, afin de garder sous contrôle les principaux villes étrusques de l'Étrurie intérieure qui ont tendance à se rebeller, jusqu'à Faesulae d'où parent deux chemins, l'un vers Luna (colonie romaine) et la Via Aurelia, l'autre principalement à usage militaire qui permet de traverser les Apennins en optant pour divers cols, atteignant Felsina (Bologne), Modène et d'autres localités de la Gaule Cisalpine, en évitant d'emprunter la Via Aurelia ou la Via Flaminia, probablement encombrées par le trafic civil et commercial. Il va sans dire qu'avec l'avancée de la romanisation de la population étrusque, cette finalité initiale a perdu de sa pertinence, la Via Cassia devenant ainsi une route importante (surtout militaire) pour rejoindre rapidement l'Étrurie ainsi que la Gaule cisalpine à travers les cols des Apennins et, de là, les régions au-delà des Alpes, mais aussi une liaison utile avec la Via Aurelia et, en premier lieu, avec le « grenier de Rome », à savoir la Vallée du Clanis, reliée à la capitale de la République romaine aussi par voie fluviale (Tibre et Clanis).

### Variantes construites par les empereurs Trajan (en 108) et Hadrien (en 123)

#### Via Traiana Nova
Au début du IIe siècle, les conditions du consulat se sont quelque peu détériorées et ainsi, au lieu d'effectuer d'importants travaux d'entretien sur certains tronçons (remplaçables) de la Cassia vetus, l'empereur Trajan ordonne de construire une section (ex novo) entre Volsinii (Bolsena) et Clusium, appelée Via Traiana Nova, qui « contourne » le rocher d'Orvieto, accentuant le déclin amorcé avec la défaite des Étrusques et de leurs Populi alliés dans la bataille de Sentinum en 295 av. J.-C., et en particulier lorsqu'en 264 av. J.-C., les Romains rasèrent Orvieto, transférant les survivants à Volsinii.
Autour d'Orvieto, à l'époque romaine, la civilisation romaine s'est développée principalement dans la vallée de Clanis-Paglia, où sont apparus des ports et des industries « fluviales », comme le port romain de Pagliano, mentionné dans la catacombe de Santa Mustiola, sur la gauche hydraulique de l'embouchure de la Clanis-Paglia, plan d'eau réunissant la Paglia et le Clanis qui se rejoignent près de Ciconia (Orvieto).
Ls produits sont acheminés depuis les terres fertiles de la vallée du Clanis par bateaux fluviaux à Ciconia et au port romain stratégique de Pagliano où ils sont stockés et transformés avant d'être transportés par bateaux fluviaux au port fluvial de Ripetta à Rome, capitale de l'empire, où la population a atteint un million d'habitants.
D'après différentes sources, nous savons que l'empereur Néron fit construire de petites écluses sur le Tibre pour permettre le passage des bateaux fluviaux pendant les hauts-fonds d'été, à l'occasion des Nundinae qui correspondaient aux jours de marché, où une marchandise abondante était exigée du port fluvial de Ripetta.
Le fond de la vallée, Urbs vetus, y compris Ciconia (Orvieto) et le port romain de Pagliano, est d'une importance vitale pour l'économie impériale et est déjà facilement accessible depuis Rome par la voie fluviale navigable (Clanis-Tibre), principalement commerciale. De relatifs « chemins de halage », le long des talus, sont également utilisés pour remorquer les bateaux à contre-courant.
L'Empire romain a besoin d'atteindre facilement le reste de l'Empire, en particulier l'Europe du Nord, et décide d'investir ses ressources, non pas tant pour mieux relier l'ancienne lucumonia étrusque (maintenant incorporée et romanisée), mais plutôt pour accélérer les connexions routières. Par conséquent, l'empereur Trajan ordonne la construction d'une nouvelle section de la Via Cassia consulaire, appelée Traianea, qui de Volsini va directement à Clusium en passant par Castel Giorgio, Castel Viscardo et de là, traverse le fleuve Paglia sous  Monteubiaglio (comme on le voit dans la Table de Peutinger), pour rejoindre les fines Clusinorum après les bornes numéro XIII au Monte Regole (dans la municipalité d'Allerona) et nombre XVII à Polvento (légèrement au sud-est de l'actuelle Fabro). De là, elle descend dans le fond de la vallée du Clanis, rejoignant la Cassia vetus qui courre sur la droite hydraulique (versant ouest) de la rivière sans la traverser (sauf à Poggio Falcone, immédiatement après Clusium).
La nouvelle liaison Volsinii-Clusium a une double numérotation milliaire : de Volsinii aux fines Clusinorum (dans la colline de Fabro), par la Via Traiana Nova et de Clusium aux fines Clusinorum, dans la colline de Fabro, en raison de l'inondation de la vallée du Clanis au milieu du XIe siècle, probablement entre Colonnetta et Chiusi Scalo d'aujourd'hui. Tous les jalons de la voie pourraient encore être intacts et enterrés sous plusieurs mètres de sédiments.

#### Cassia Adrianea
Une autre variante de la Cassia vetus est également construite à la demande de l'empereur Hadrien, partant de Clusium vers le nord.
La jonction entre la Cassia vetus et la variante d'Hadrien est située juste à l'ouest de Clusium, le long de la SP 326 actuelle, où se trouve la jonction de la SP 326 avec la route de Montevenere (Cassia vetus). Cette variante (Cassia Adrianea) part de ce carrefour, descendant dans le fond de la vallée du Clanis en direction de Montallese, et traverse longitudinalement la vallée (vers le nord), à une altitude plus élevée que le lit, et sur la droite hydraulique (côté ouest) du Clanis qui est probablement enseveli sous le remblai de récupération après la submersion du XIe siècle.
De nouveaux mansiones sont construits le long de la Cassia Adrianea, comme celui près d'Acquaviva (ad novas), à neuf milles de Clusium, indiqué dans la Table de Peutinger, au carrefour duquel la route vers Sena Iulia (Sienne) bifurquait vers le nord- Ouest.
De la mansio ad novas, la Cassia Adrienea continue vers le nord. Immédiatement après, un autre carrefour permet :
- en prenant le chemin à droite (près de Valiano ), de rejoindre la Cassia vetus, la traversant entre Petrignano del Lago et Centoia (nom étymologiquement lié aux centuriations romaines - centuria), peut-être à l'entrée de la route (ou Via) de la Stella, permettant de continuer vers Cortone, Arezzo et Strada dei Setteponti sur l'ancienne route,
- en continuant vers le nord, d'atteindre Valdambra et, de là, de traverser Figline e Incisa Valdarno à Florence, en évitant Arezzo ; sur un jalon de cette nouvelle artère on lit, en effet, qu'elle mène des fines Clusinorum à Florentia, en évitant le tronçon parallèle de l'ancienne Cassia, à cette époque (123) en mauvais état.
La Cassia Adrianea, selon les inscriptions épigraphiques milliaires, relie les fines Clusinorum à Florentia ; il n'est donc pas exclu que le tronçon qui va de la ville de Clusium aux fines Clusinorum (après le mansio ad novas) ait été construit avant 123.

### Variante de la fin de l'Empire et du Moyen Âge

#### Variante de Gioviniano près d'Orvieto (363-364)
Entre la seconde moitié du IVe siècle et le début du Ve siècle, certains ouvrages hydrauliques romains se sont effondrés, notamment le pont sur le Tibre à Ocriculum (Otricoli), le long de la Via Flaminia, et le pont dit  « della Mola » sur la rivière Paglia près de Monterubiaglio, le long de la Via Traiana Nova. L'effondrement de ce pont incita l'empereur Jovien, en 363-364, à construire ou à restaurer un autre pont sur la Paglia, le Pons Iulianus, aujourd'hui Ponte Giulio, utilisé à la fois par ceux qui parcouraient la Cassia vetus et par ceux qui parcouraient la Via Traiana Nova. Une découverte marquante (à partir du IVe siècle) près des côtes de Bardano, la colline d'Orvieto entre Allerona Scalo et Orvieto, suggère que les voyageurs venant de Volsinii avaient deux itinéraires alternatifs pour atteindre ce pont sur la Paglia (tous deux passant par Fontanelle di Bardano) : aller à Orvieto par l'ancienne route, puis rejoindre le Pons Iulianus en passant par Sferracavallo ; ou aller à Castel Viscardo par la Via Traiana Nova, là tourner vers le sud-est jusqu'à Viceno et, en descendant dans la vallée, contourner la colline de Bardano pour atteindre ce pont.

#### Usage de la Via Cassia et de ses variantes au début du Moyen Âge
Au début du Moyen Âge, la Via Cassia consulaire, avec ses diverticules, est régulièrement utilisée, même à l'époque lombarde et franque, et prend de l'importance par rapport à l'époque romaine du fait que dès le IVe siècle, la Via Flaminia connait de nombreuses interruptions et est régulièrement infranchissable, comme on peut le déduire, entre autres, d'une source épigraphique à Spello, et que la Via Aurelia est en plusieurs endroits marécageuse et impraticable. Sans surprise, le haut Moyen Âge représente une époque de grande splendeur pour Clusium, cité ducale, puis gastaldato, puis comté et siège d'un ancien et grand diocèse, baigné par le fleuve navigable Clanis, où toutes les variantes de la Via Cassia parviennent, y compris la Cassia Aurelia qui de Clusium rejoint Rusellae et la Via Aurelia, et le tronçon Pérouse-Clusium de la Via Amerina. À cette époque, Clusium est également la capitale du royaume d'Italie lorsque les Ratchis, Rex Italiae, s'y installent, fondant en même temps l'abbaye San Salvatore dans la zone montagneuse du territoire de Clusino sur le Mont Amiata.

#### Inondations de la vallée du Clanis (1052-1055) et routes alternatives: Via Francigena et Via Romea Germanica de l'Alpe di Serra (Umbro-Casentinese)

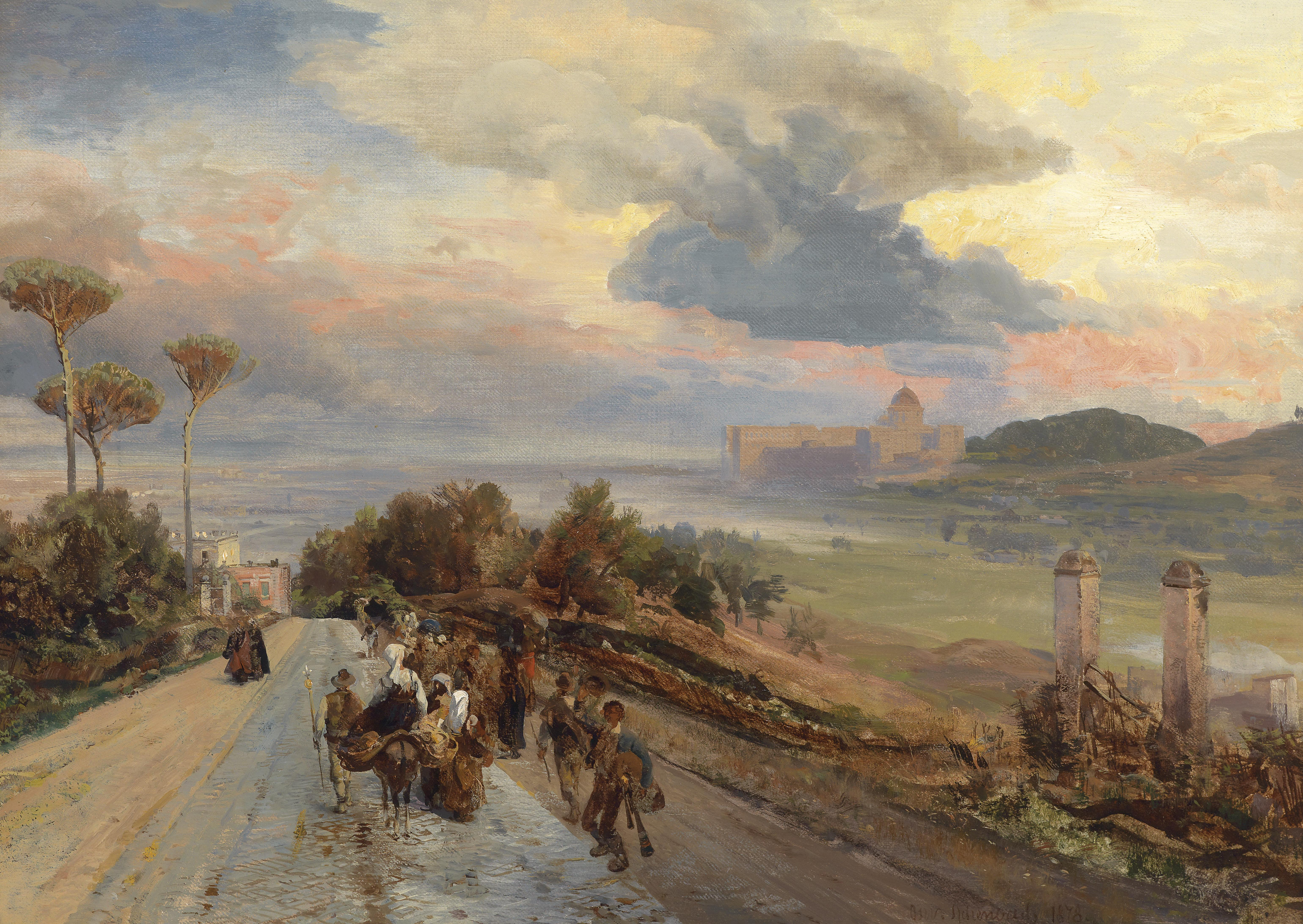
Oswald Achenbach, Via Cassia près de Rome, 1878.

Tout change avec l'arrivée du Saint-Empire romain germanique qui, depuis la dynastie ottonienne, tente de démembrer le puissant marquisat de Toscane (incluant également Orvieto et Perugia), basé à Luca, en commençant par Hugues de Toscane, installé à Florence (près de la Badia Fiorentina), qui continue de s'agrandir et dont le régent, d'origine germanique, peut prétendre à la couronne impériale par ses ancêtres, le père (Boniface III de Toscane) et le beau-père (Godefroid II de Basse-Lotharingie) de Mathilde de Toscane.
En raison de la crue de la vallée du Clanis, survenue immédiatement après la mort de Boniface III en 1052 [réf. souhaitée] avec l'érection d'un gigantesque barrage près de Carnaiola-Olevole (1052-1055) [réf. souhaitée], la Cassia vetus, un court tronçon de la Cassia Traianea (située dans le fond de la vallée) et de grandes étendues de la Cassia Adrianea (également située dans le fond de la vallée) se retrouvent sous l'eau.
De nouvelles localités sont immédiatement apparues (comme Monteleone d'Orvieto et Ficulle le long de la Teutonica) ainsi que de nombreux hôpitaux, auberges et refuges le long des deux nouvelles routes principales, à savoir la Via Francigena (c'est-à-dire, plus ou moins, l'actuelle route nationale 2 Via Cassia qui passe par Sienne, au moins jusqu'à la direction de Lucques) et la Via Romea Germanica de l' Alpe di Serra ou Via Teutonica, coïncidant à peu près avec l'itinéraire de la Strada Statale (aujourd'hui Régionale) 71 ou Umbro-Casentinese, où transite l'essentiel du trafic terrestre (civil, religieux et militaire). L'effondrement du pont d'Orte sur le Tibre, le long de la Via Amerina, survenu en 1054, accentue la pertinence de ces nouvelles orientations, notamment la Via Romea Germanica qui accroit l'importance d'Urbs vetus (Orvieto), tout comme la Via Francigena qui favorise l'expansion rapide de la ville de Sienne.
La Via Teutonica, nouvellement construite, passe par le pont de Carnaiola (XIVe siècle), qui traverse le pelagus formé par le Clanis inondé près du barrage Teutonica-Orvieto du val di Chiana (érigé à partir de 1052, immédiatement après la mort du marquis Boniface III de Toscane, et achevé en 1055). Celui-ci, accessible aux véhicules jusqu'au sommet et faisant également office de pont, consiste en un gigantesque bastion en terre battue, surmonté d'un autre bastion en pierre, doté de puissants contreforts. Avant l'érection du pont Carnaiola (initialement en bois), la Via dell'Alpe di Serra (Umbro-Casentinese) passait sur le barrage susmentionné.
Alors que les postes consulaires romains, dont ceux de la Via Cassia, sont (principalement) situés dans les vallées, appartenant à un seul état (République romaine et Empire romain), les nouvelles voies romaines (Via Francigena, Via Romea Germanica et autres, appartenant au Saint-Empire romain germanique (à l'exception du tronçon franco-britannique de la Via Francigena) de l'époque médiévale, traversent différents états féodaux et diverses cités-états, souvent en guerre les uns contre les autres, suivent strictement des itinéraires de crête dont les principaux mansiones sont des villes fortifiées, des abbatiales et des châteaux aux puissantes murailles défensives.
D'un point de vue paysager, la route offre sur son passage un cadre historique qui part de la Rome républicaine et impériale et croise les routes du Saint Empire romain germanique et du royaume d'Italie, restant encore aujourd'hui (probablement) intact dans la vallée du Clanis sous une épaisse couche de sédiments alluviaux, dans l'état où il se trouvait vers le milieu du XIe siècle lorsque la vallée (dans laquelle courait la Via Cassia) fut inondée. Elle fut ensuite remplacée par de nouvelles routes, au Moyen Âge et à la Renaissance, notamment en Étrurie centrale, souvent confondues avec les voies romaines. De nombreux tronçons de routes actuelles suivent le tracé des anciennes routes étrusco-romaines, consulaires aussi bien que d'âge intermédiaire. À l'époque contemporaine, la Via Cassia continue à faire l'objet de recherches historiques et archéologiques.